# BLESS (オンラインゲーム)
『BLESS』は、韓国のゲーム開発会社NEOWIZ BLESS STUDIOが開発したMMORPG。日本ではゲームオンが運営しており、同社のポータルサイトPmangからプレイできた。

## 概要
Alliance of Valiant Armsなどを開発したNEOWIZ Gamesの子会社NEOWIZ BLESS STUDIOが制作期間7年以上、費用70億円かけて開発し、2014年2月20日に韓国で最初のクローズドβテストが行われた。
ゲームエンジンに「Unreal Engine 3」が採用し、叙事的な世界観が特徴とされており、高品質のグラフィックスや、さまざまな種族や陣営の絡むストーリーなどが特徴である。
日本では2016年5月3日に開催されたオフラインイベント「Pmang感謝祭」内の特別企画で開発元のNEOWIZ BLESS STUDIOのハン・ジェガブとゲームオン代表取締役のイ・サンヨプとの間に日本独自ライセンス契約が結ばれた。2017年4月28日から2017年5月4日までクローズドβテスト1が実施、同年10月12日から同年10月16日までクローズドβテスト2が実施され、同年10月27日から先行キャラクター作成＆クライアント事前ダウンロードを実施、同年11月2日に正式サービスが開始された。
アメリカ合衆国およびヨーロッパではSteamでアーリーアクセス版として発売された。また、ロシアでは2017年5月25日に、韓国では2018年11月19日にサービスが終了した。
日本サービスは、2019年6月5日にサービス終了が発表され、同年8月8日に日本におけるBLESSの全てのサービスが終了した。

## 沿革
- 2014年2月20日 - 韓国で最初のクローズドβテストが行われる[1]。
- 2016年5月3日 - ゲームオンが主催のオフラインイベント「Pmang感謝祭[5]」内の特別企画でNEOWIZ BLESS STUDIOのハン・ジェガブとゲームオンのイ・サンヨプとの間に日本独自ライセンス契約が結ばれる[2]。
- 2017年
  - 4月28日 - 日本で6日間のクローズドベータテスト1が開始。
  - 10月12日 - 日本で4日間のクローズドベータテスト2が開始。
  - 10月27日 - 先行キャラクター作成＆クライアント事前DLが開始。
  - 11月2日 - 日本で正式サービスが開始。
  - 12月6日 - アップデート「MASCU-機工都市の民-」実装。種族「マスク」、新職業「レンジャー」実装[6]。
- 2018年
  - 3月14日 - アップデート「南海の戦場」実装。
  - 4月25日 - アップデート「次元の迷宮」実装。
  - 6月6日 - アップデート「蛇神と炎王」実装。
- 2019年
  - 6月5日 - サービス終了の告知掲載
  - 8月8日 - 日本BLESSのサービス・サポート終了

## あらすじ
「ハビヒッツ帝国」とその同盟から成る「ハイロン同盟」と、「アミスダット連邦」を中心とした「ユニオン連合」が争う世界の中、運命を動かす一人として冒険をしていく物語。

## 種族
ハイロン同盟
- ハビヒッツ
- シルヴァンエルフ
- ループス
- フェダイン（未実装）

ユニオン連合
- アミスタッド
- アクアエルフ
- パンテラ
- イブリス（未実装）

中立
- マスク
- シレン（未実装）

## 職業
- ガーディアン
- バーサーカー
- パラディン
- アサシン
- メイジ
- レンジャー
- ミスティック（未実装）

## 動作環境
|                    | 必要動作環境                                                                                      | 推奨動作環境                                                                              |
| ------------------ | ------------------------------------------------------------------------------------------------- | ----------------------------------------------------------------------------------------- |
| OS                 | Windows 7、8.1、10(64bit) ※32bitオペレーティングシステムでは、 ゲームの実行をすることはできません | Windows 10(64bit) ※32bitオペレーティングシステムでは、 ゲームの実行をすることはできません |
| CPU                | Intel Core i5 4670 / AMD FX8350                                                                   | Intel Core i7 7700 / AMD RYZEN 7 1700                                                     |
| メモリ(RAM)        | 8GB                                                                                               | 16GB                                                                                      |
| グラフィックカード | NVIDIA GeForce GTX760 / AMD Radeon HD7870                                                         | NVIDIA GeForce GTX1060 / AMD Radeon RX580                                                 |
| HDD                | 空き容量55GB以上                                                                                  | SSD空き容量55GB以上                                                                       |
| DirectX            | DirectX 9.0c 以上                                                                                 | DirectX 9.0c 以上                                                                         |

## サーバー一覧
| サーバー名   | 稼働開始日    |
| ------------ | ------------- |
| ルーメン     | 2017年11月2日 |
| リリアンテス | 2017年11月2日 |